# Kagi
Kagi (鍵 Odd Obsession?, lit. "La llave") es una película dramática japonesa de 1959 dirigida por Kon Ichikawa. Fue presentada en el festival Internacional de Cine de Cannes de 1960, donde ganó el premio de Premio del Jurado. Está basada en la novela La llave del dramaturgo japonés Junichirō Tanizaki.

## Argumento
Un hombre que sospecha que su esposa está teniendo una aventura con el prometido de su hija los coloca en situaciones peligrosas para satisfacer su curiosidad voyeurista.

## Reparto
- Machiko Kyō como Ikuko Kenmochi
- Ganjirō Nakamura como Kenji Kenmochi
- Junko Kano como Toshiko Kenmochi
- Tatsuya Nakadai como Kimura
- Jun Hamamura como Dr. Sōma
- Tanie Kitabayashi como Hana
- Mayumi Kurata como Koike
- Kyū Sazanka como Curio dealer
- Ichirō Sugai como Masseur
- Mantarō Ushio como Dr. Kodama